# (7505) Furusho
(7505) Furusho est un astéroïde de la ceinture principale aréocroiseur.

## Description
(7505) Furusho est un astéroïde aréocroiseur. Il présente une orbite caractérisée par un demi-grand axe de 2,64 UA, une excentricité de 0,38 et une inclinaison de 6,4° par rapport à l'écliptique.

## Compléments